# Lioplacis
Lioplacis is een geslacht van kevers uit de familie bladkevers (Chrysomelidae).
De wetenschappelijke naam van het geslacht werd in 1843 gepubliceerd door Louis Alexandre Auguste Chevrolat.

## Soorten
- Lioplacis caratubae Buzzi, 1977